# Arisierung in Dänemark
Die Arisierung in Dänemark bezeichnet den Prozess der Ausschaltung der Juden aus dem wirtschaftlichen Leben in Dänemark während der Zeit des Nationalsozialismus.

## Hintergrund
Dänemark verfolgte während der Zeit des Nationalsozialismus eine pragmatische deutschfreundliche Neutralitätspolitik, da die deutsche Wirtschaft eine große Rolle spielte und das Land militärisch hilflos war. Nach der Besetzung Dänemarks durch Deutschland am 9. April 1940 wurde zwischen der dänischen Einheitsregierung und dem deutschen Reich eine Zusammenarbeit auf der Basis innenpolitischer Unabhängigkeit vereinbart. Diese unheroische und manchmal schmachvolle Kooperation ermöglichte der dänischen Regierung unter Hinweis auf die Dänemark zugesagte Rechtsstaatlichkeit jede Diskriminierung also auch Judenregistrierung, -kennzeichnung und -verfolgung abzulehnen, während die deutsche Seite versuchte Dänemark als ein arisches "Vorzeigeprotektorat" zu entwickeln. Ende September 1943 tauchten die meisten Juden unter, als der Termin für die befürchtete und von Deutschland geplante Deportation von dem deutschen Diplomaten Georg Duckwitz verraten worden war. Die meisten dänischen Juden konnten im Laufe des Oktobers von dänischen Fischern nach Schweden übergesetzt werden. Knapp 500 Juden wurden ins KZ Theresienstadt deportiert.

## Arisierung

### Wirtschaftliche Abhängigkeit
Dänisch-jüdische Geschäftstätigkeiten wurden ab 1937 vom Deutschen Reich beeinträchtigt, indem deutsche Firmen, die in Dänemark tätig waren, genötigt wurden, ihren jüdischen Mitgliedern der Geschäftsleitung und ihren jüdischen Firmenvertretern zu kündigen. Gleichzeitig wurde einer zunehmenden Zahl jüdischer Unternehmen von deutschen Firmen Bestellungen storniert. 1939 erklärte die dänische Regierung öffentlich, dass sie gegen Arbeitsplatzkündigungen auf der Grundlage von Rassenzugehörigkeit nicht vorgehen könne, solange diese nicht gegen dänisches Gesetz verstoßen würden.

### Schutz des zurückgelassenen Vermögens
Nach der Flucht bzw. Deportation der jüdischen Bevölkerung wurden durch dänische Polizei und Sozialdienst die Adressen der verlassenen Wohnungen über die Befragung von Hausmeistern und Nachbarn ermittelt, da es kein Judenregister gab. Die Wohnungen wurden teilweise aufgebrochen, die Wertgegenstände, Sparbücher und Bargeld für die Eigentümer sichergestellt, um Diebstahl zu verhindern. Jüdische Unternehmen erhielten dänische Treuhänder, die Mietverträge wurden gekündigt oder eine Regelung für die weitere Bezahlung gefunden, die Möbel eingelagert, und der Sozialdienst sorgte für die Weiterbezahlung von Versicherungsverträgen. Die nach dem Krieg zurückkehrenden Juden fanden in der Regel ihre Heime wohlbehalten und ihre Wertsachen gut gesichert vor.

### Begehrlichkeit deutscher Unternehmen
Die Reichsgruppe Industrie forderte während der deutschen Besetzung Dänemarks immer wieder die Arisierung jüdischer Unternehmen. Auf Firmenebene versuchte die Accumulatoren Fabrik Aktiengesellschaft Berlin-Hagen (AFA) des Günther Quandt Anteile an den beiden dänischen Konkurrenten Aktieselskabet Accumulator-Fabriken in Lyngby und der Trockenbatterienfirma Hellesens Enke & V.Ludvigsen A/S mit dem Hinweis, dass sich ein Teil des Aktienkapitals in jüdischen Händen befände, zu erwerben. Die Versuche der Quandts blieben aber erfolglos, da es der dänischen Regierung gelang, deutschen Verflechtungs- und Erwerbsbestrebungen fast unüberwindbare Hindernisse in den Weg zu legen und die deutschen Verwaltungsstellen die Politik der Zusammenarbeit mit den Dänen nicht gefährden wollten.